# Shofuso Japanese House and Garden

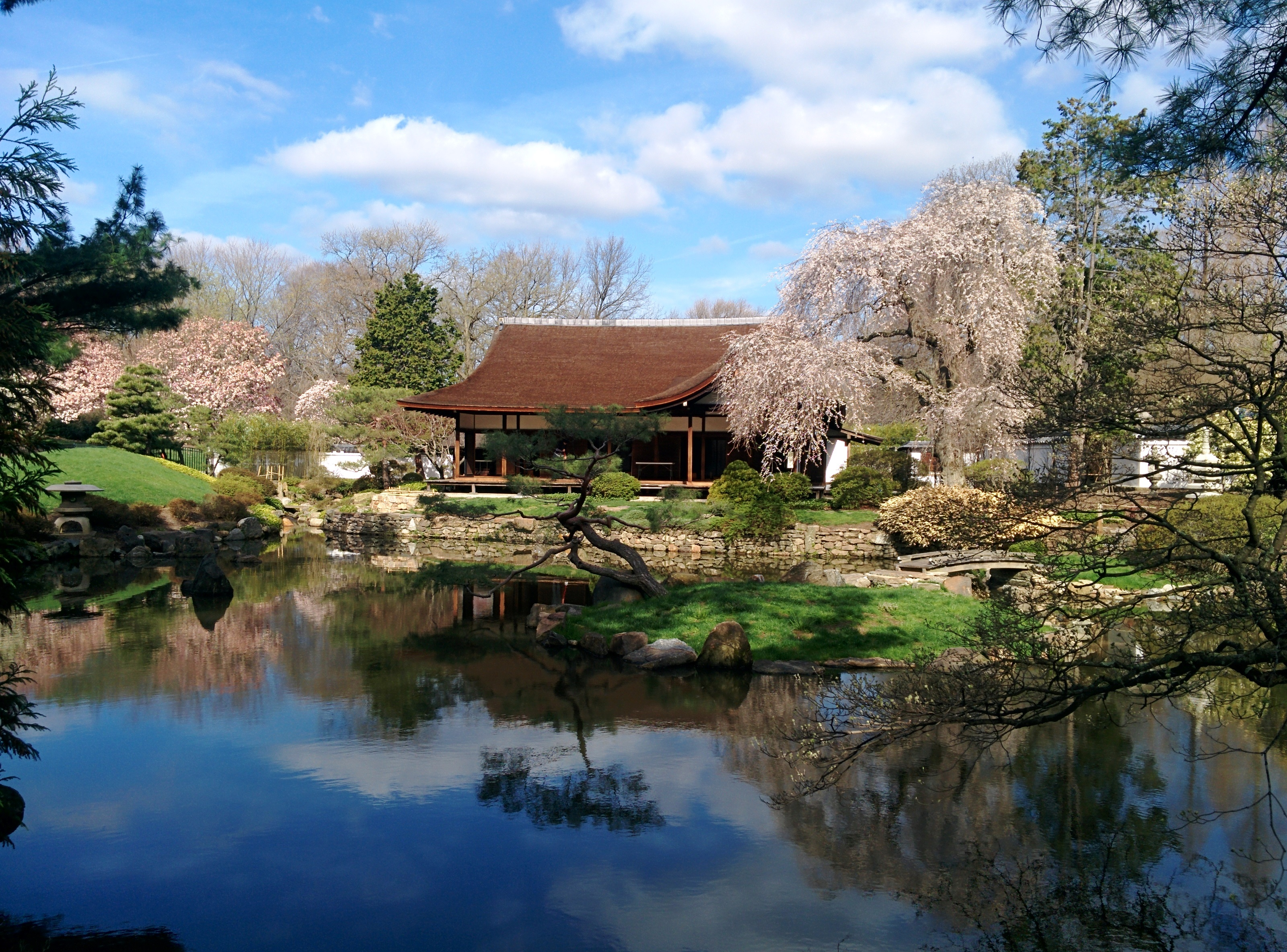
Maison du Shofuso Japanese House and Garden

Le Shofuso Japanese House and Garden est un jardin sur lequel se trouve une maison de style traditionnel japonais du XVIIe siècle situé au parc Fairmount à Philadelphie sur le site de l'exposition universelle de 1876.
Le Shofuso Japanese House and Garden a été réalilsé en 1953 à titre de cadeau du Japon aux citoyens américains pour symboliser la paix d'après-guerre et l'amitié entre les deux pays. Le bâtiment a été construit en utilisant des techniques traditionnelles japonaises et des matériaux importés du Japon, et a été initialement exposé dans la cour du Musée d'Art Moderne à New York. Deux ans plus tard, il a été transféré et reconstruit à Philadelphie en 1958. En 1976, une restauration importante a été menée par une équipe d'artisans japonais en vue de la célébration du bicentenaire des États-Unis.

## Peintures murales
En 2007, l'artiste de renommée internationale Hiroshi Senju a créé une série de 20 peintures murales fusuma (paroi coulissante en papier) pour la maison du Shofuso Japanese House and Garden. Lorsqu'on lui demande de remplacer les peintures fusuma détruites, trésor national du Japon de l'artiste Kaii Higashiyama, Senju dit, « Shofuso offre un espace merveilleux pour des peintures murales qui dépasse de loin mes attentes, et je ferai de mon mieux pour peindre des fresques symbolisant un échange symbolique entre le Japon et les États-Unis ».

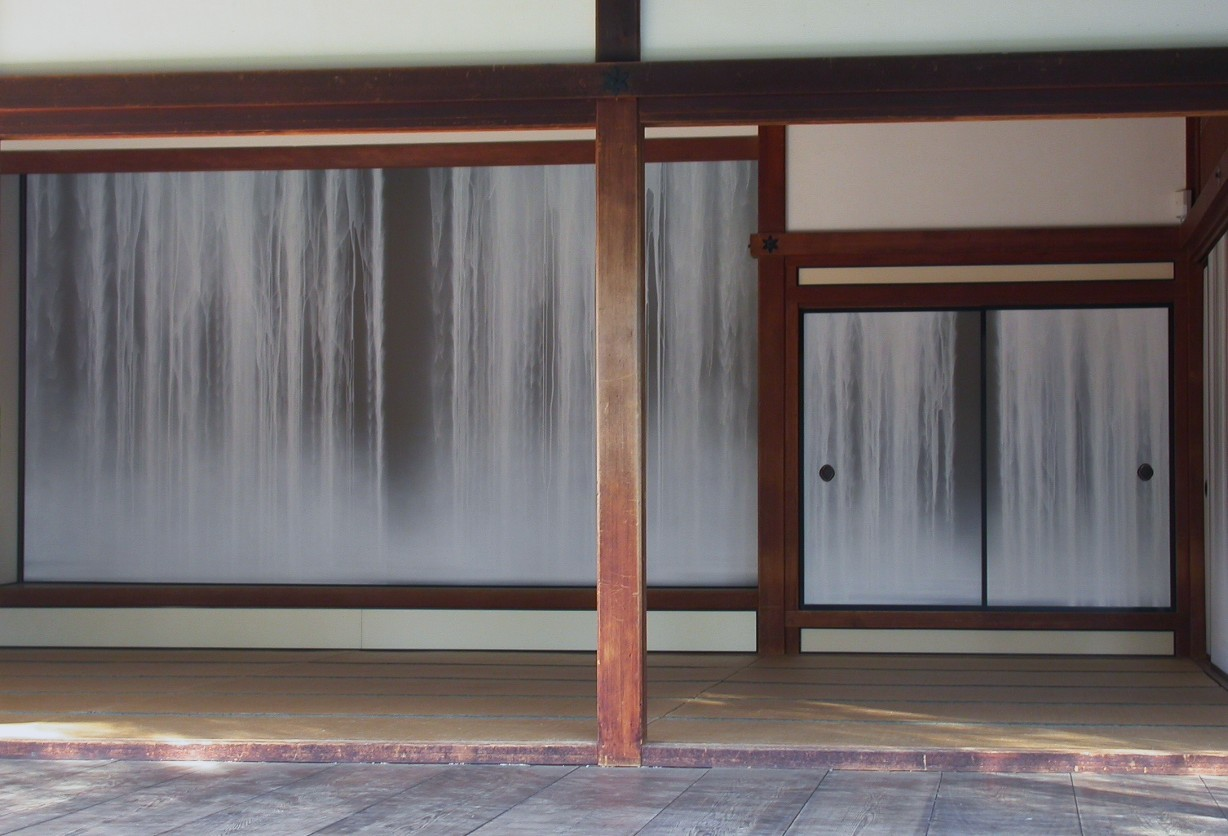
L'une des peintures murales de la maison représentant une chute d'eau

Senju achève l'installation en juillet 2006. Il intitule les plus grandes peintures qui servent de pièce centrale dans l'alcôve de Tokonoma, Rideau d'eau, allusion au rideau de fer, symbole classique de la guerre froide. Ce rideau, avec ses couches de chutes d'eau, est destiné à symboliser la liberté de Philadelphie, le berceau des États-Unis. Les six peintures dans la première salle sont intitulées Imagination de la dynamique et celles de la deuxième pièce Imagination du Silence.
Les peintures sont d'abord exposées à la biennale de Gwangju en Corée du Sud en 2006 puis au musée d'art Yamatane à Tokyo. Plus de cinquante mille visiteurs les admirent avant leur installation à Shofuso. Les toiles sont ensuite expédiées vers leur destination finale à Philadelphie où elles arrivent en mars et sont installées en avril 2007.
En faisant don de ses nouvelles peintures, Senju honore Shofuso selon l'antique tradition japonaise des maîtres peintres qui offraient leurs talents à la communauté. La maison du Shofuso Japanese House and Garden est le seul endroit en dehors du Japon qui unit l'art contemporain à l'architecture traditionnelle japonaise.